# Live in Cook County Jail
Live in Cook County Jail è un album dal vivo dell'artista blues B.B. King, pubblicato nel 1971.

## Tracce
1. Introductions – 1:50
2. Every Day I Have the Blues (Memphis Slim) – 1:43
3. How Blue Can You Get? (Feather) – 5:09
4. Worry, Worry (Davis, Jules Taub) – 9:57
5. Medley: 3 O'Clock Blues, Darlin' You Know I Love You – 6:15
6. Sweet Sixteen (Joe Josea, King) – 4:20
7. The Thrill Is Gone (Darnell, Roy Hawkins) – 5:31
8. Please Accept My Love (King, Sam Ling) – 4:02